# Historie letecké techniky AČR
Historie letecké techniky Armády České republiky se začala psát 1. ledna 1993 v souvislosti se zánikem České a Slovenské Federativní republiky, kdy došlo také k rozdělení letecké techniky československého letectva mezi nástupnické složky – Vzdušné síly Armády České republiky a Vzdušné síly Slovenské republiky.

## Vyřazování sovětských letounů

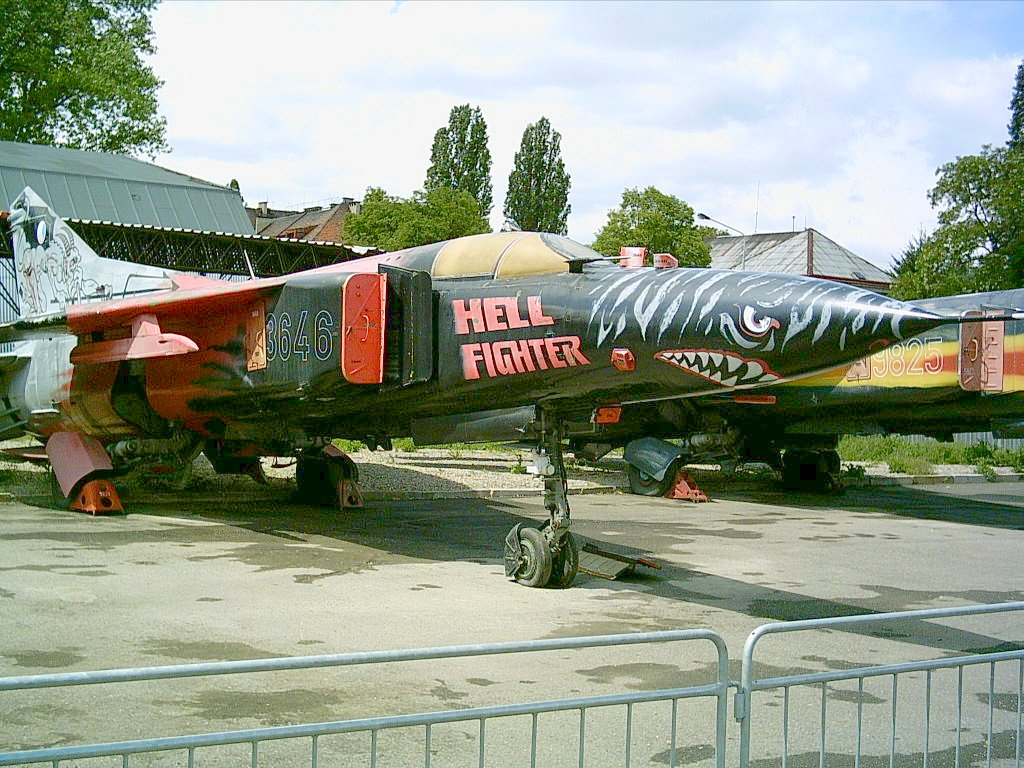
Stíhací letoun MiG-23

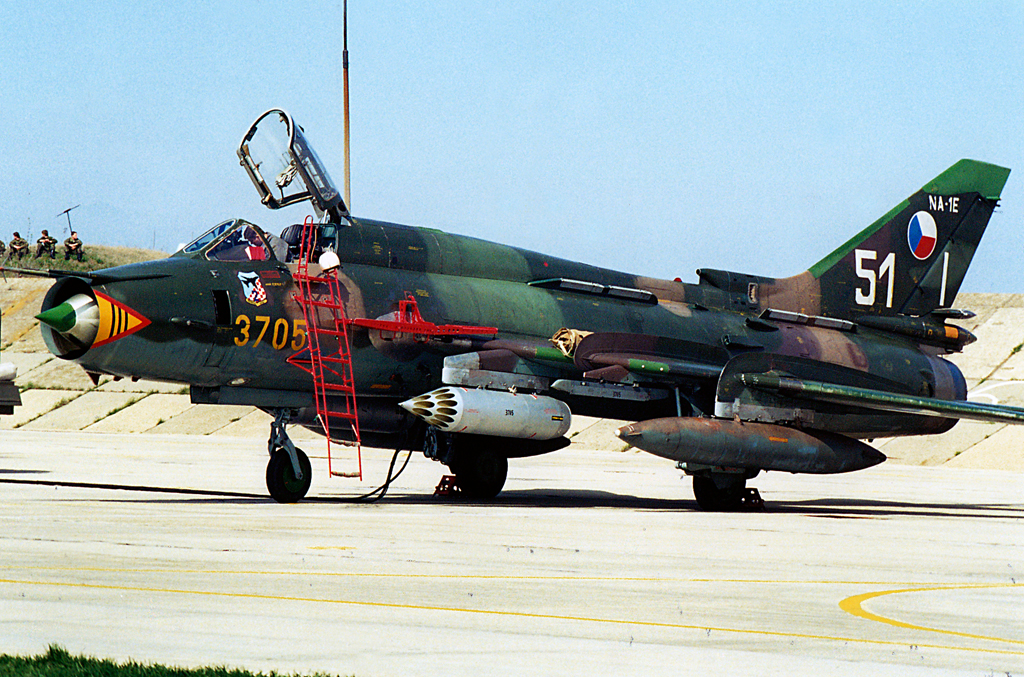
Stíhací bombardér Suchoj Su-22

Po vzniku České republiky zůstalo vojenskému letectvu 9 stíhacích letounů MiG-29A a 1 cvičný MiG-29UB, které sloužily u 1. stíhacího leteckého pluku v Českých Budějovicích. V prosinci 1995 bylo všech 10 strojů vyměněno za 11 polských vrtulníků W-3A Sokol. Hlavním uváděným důvodem tohoto kroku byly vysoké náklady na provoz, které u typu MiG-29 dosahovaly troj- až čtyřnásobku nákladů na MiG-21. Letouny MiG-23BN a MF v počtu 45 kusů byly z výzbroje letectva vyřazeny v roce 1994, 25 strojů verzí ML a U v roce 1998.
Koncem 90. let padlo rozhodnutí o vyřazení všech 24 bitevních letounů Suchoj Su-25K, a to z důvodu značných nákladů na provoz a očekávaného zařazení českých bitevních letounů Aero L-159 Alca. Poslední let tohoto typu se pak uskutečnil v listopadu 2000 a s výjimkou čtyř strojů, které se zachovaly v českých muzeích, byla většina uskladněných Su-25K prodána v roce 2003 do Gruzie. Jediný dvoumístný cvičně-bojový letoun Suchoj Su-25UBK byl vyřazen již v červnu 1999 a poté trvale uskladněn.
Stíhací bombardéry Suchoj Su-22M4 českého letectva byly vyřazeny v březnu 2002 a měly být prodány do zahraničí. K tomu došlo v roce 2010, kdy byla většina letounů prodána do Jemenu. Rovněž dvoumístné stroje Suchoj Su-22UM3-K sloužily do roku 2002, přestože jejich technická životnost nebyla, stejně jako u jednomístné varianty, zdaleka vyčerpána. Přednost však dostaly modernější L-159 a všech pět "spárek" (přezdívka pro cvičnou verzi bojových letounů) bylo v roce 2005 zakoupeno Vietnamem.

## Program L-159 ALCA
V roce 1997 obdržel podnik Aero Vodochody objednávku na 72 lehkých bojových letounů L-159. Zálet prvního sériového stroje proběhl 20. října 1999, načež byly letouny L-159A dne 29. prosince 2000  zařazeny do výzbroje a celá zakázka byla dokončena v roce 2003. Letouny L-159 provázely zpočátku problémy s provozuschopností a s výcvikem pilotů, protože součástí objednávky nebyly dvoumístné cvičné letouny L-159B. Při zkouškách kanónu Plamen byl navíc zničen jeden stroj, jehož pilot nehodu nepřežil. Provoz zbylých 71 letounů se ukázal jako nákladný a ministerstvo obrany dospělo k závěru, že letectvo bude využívat maximálně 20 jednomístných strojů. Nadpočetné letouny byly přestavěny na dvoumístné L-159T1 či dlouhodobě uskladněny.
V roce 2009 byly výměnou za jeden letoun CASA C-295 odeslány do Španělska tři jednomístné letouny L-159A a dva dvoumístné cvičné L-159T1. Jako kompenzace za technické problémy letounů CASA byl v červenci 2012 do Česka vrácen první dvoumístný L-159 a v srpnu 2013 byl vrácen i druhý L-159T1. České letectvo tak v roce 2014 disponovalo 6 kusy cvičné verze bitevníku, které byly následně zařazeny do výzbroje 213. výcvikové letky. Vláda ČR odsouhlasila dne 9. března 2015 odprodej čtyř aktivně používaných letounů L-159 (součástí kontraktu je též 11 zakonzervovaných strojů), včetně příslušné výzbroje a munice, Irácké republice prostřednictvím společnosti Aero Vodochody. Pro vzdušné síly to znamená dočasné (do listopadu 2017) snížení tabulkových počtů letounů L-159 z 25 na 21 kusů. Z výzbroje českého letectva byly vyřazeny celkem tři jednomístné L-159A a jeden dvoumístný L-159T1. Za peníze utržené při prodeji nepotřebných letounů Aero pro armádu přestaví tři zakonzervované L-159 na cvičné dvoumístné verze. Stav výzbroje českého letectva by se měl poté ustálit na šestnácti jednomístných a osmi dvoumístných „alkách“.

## Akvizice ruských vrtulníků

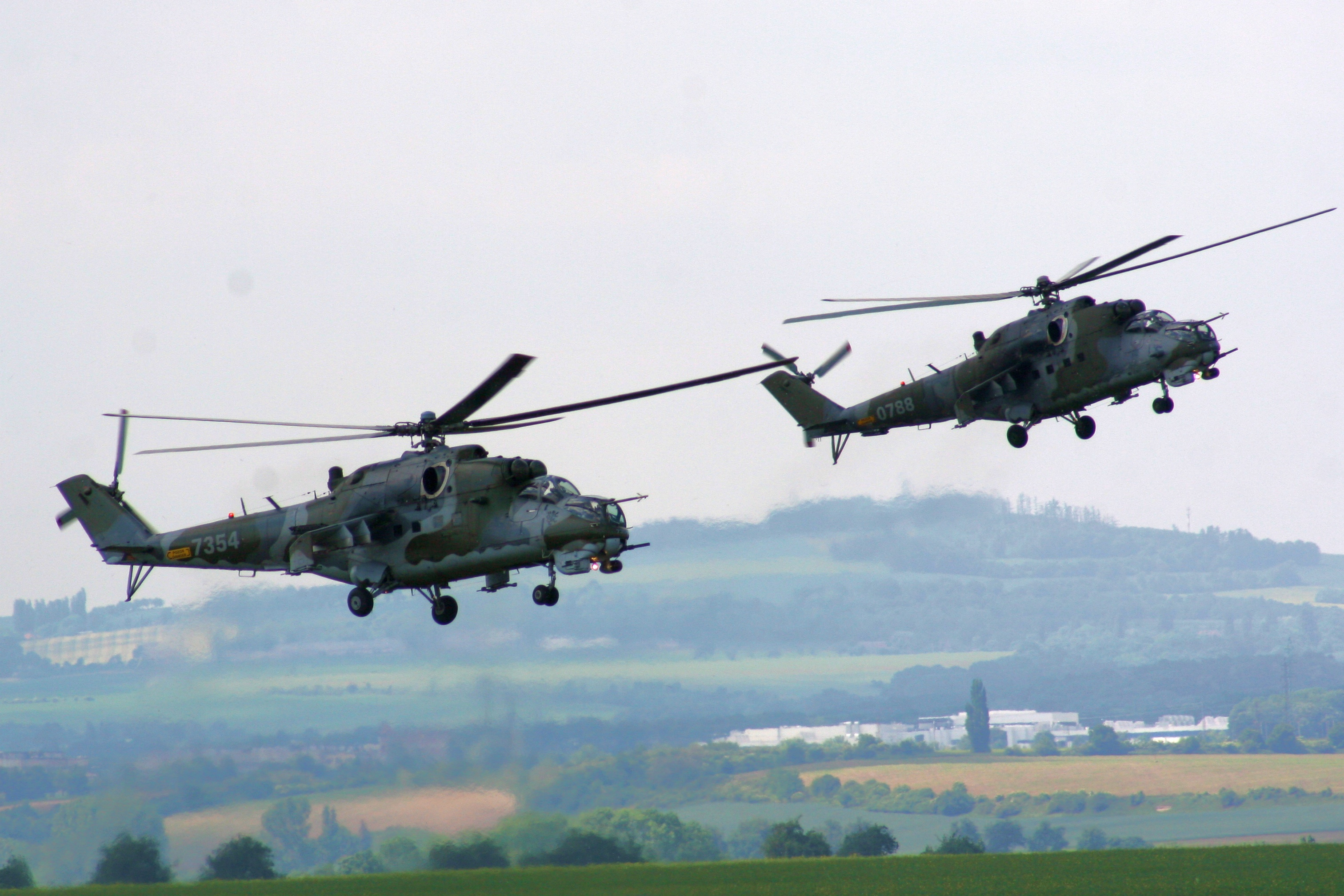
Dvojice vrtulníků Mi-24V

Československá lidová armáda obdržela v letech 1985 až 1989 celkem 31 sovětských bitevních vrtulníků Mi-24V, z nichž po rozdělení federace zůstalo 21 na českém území a 10 bylo odesláno na Slovensko.
Ruská federace převzala po zániku Sovětského svazu jeho dluh vůči Československu i nástupnickým státům, České a Slovenské republice.
V rámci deblokace ruského dluhu měly být české straně mimo jiné dodány tři transportní letouny Antonov An-70, ale tento projekt skončil bez úspěchu na přelomu let 2002 a 2003. Namísto transportních Antonovů Česko v roce 2003 obdrželo 7 nově vyrobených ruských vrtulníků Mi-24V a ministerstvo obrany na doporučení náčelníka generálního štábu Pavla Štefky deklarovalo záměr odebrat další vrtulníky řady Mil Mi-24 a Mil Mi-17 (Mi-171Š). Nepodložené zprávy o dodávkách nejmodernějších bitevních vrtulníků Mi-35M se nepotvrdily, protože exportní označení Mi-35 značilo v případě AČR jen částečně modernizované Mi-24V. České letectvo následně získalo dalších 10 bitevních vrtulníků Mi-24V (Mi-35) a 16 transportních vrtulníků Mi-171Š, přičemž hodnota jednoho Mi-35 se pohybovala kolem 8,88 mil. USD a u Mi-171Š se jednalo o 5,95 mil. USD.
V souvislosti se zavedením nových ruských vrtulníků byly vyřazovány stroje z 80. let a v roce 2007 byla šestice původních Mi-24V (po generální opravě v LOM Praha) darována Afghánistánu, na základě žádosti tamního ministerstva obrany a výzvy Vrchního velitelství spojeneckých sil v Evropě. Dalších sedm vyřazených Mi-24V bylo v roce 2012 odprodáno prostřednictvím LOM Praha Spojeným arabským emirátům, které je navzdory embargu OSN přeprodaly do Libye. Všechny Mi-24V/Mi-35 ruské výroby v počtu 17 kusů byly od 1. října 2008 ve výzbroji 221. vrtulníkové letky. Z tohoto počtu bylo v roce 2014 v provozu udržováno jen 10 vrtulníků, pocházejících z obou dodávek z let 2003 a 2005–2006. Některé novější stroje z druhé dodávky nebyly ve službě z důvodu nepřidělení finančních prostředků na nezbytnou revizi, kterou od roku 2010 prošlo pouze sedm strojů z první dodávky. České letectvo plánovalo modernizaci svých vrtulníků Mi-24V v souladu se standardy NATO, na které se v roce 2002 dohodly státy Visegrádské skupiny, ale vzhledem k neuskutečnění tohoto společného programu byla upřednostněna modernizace transportních Mi-171Š, po jejichž schopnostech byla ze strany spojenců větší poptávka.

## Modernizace Mi-171Š

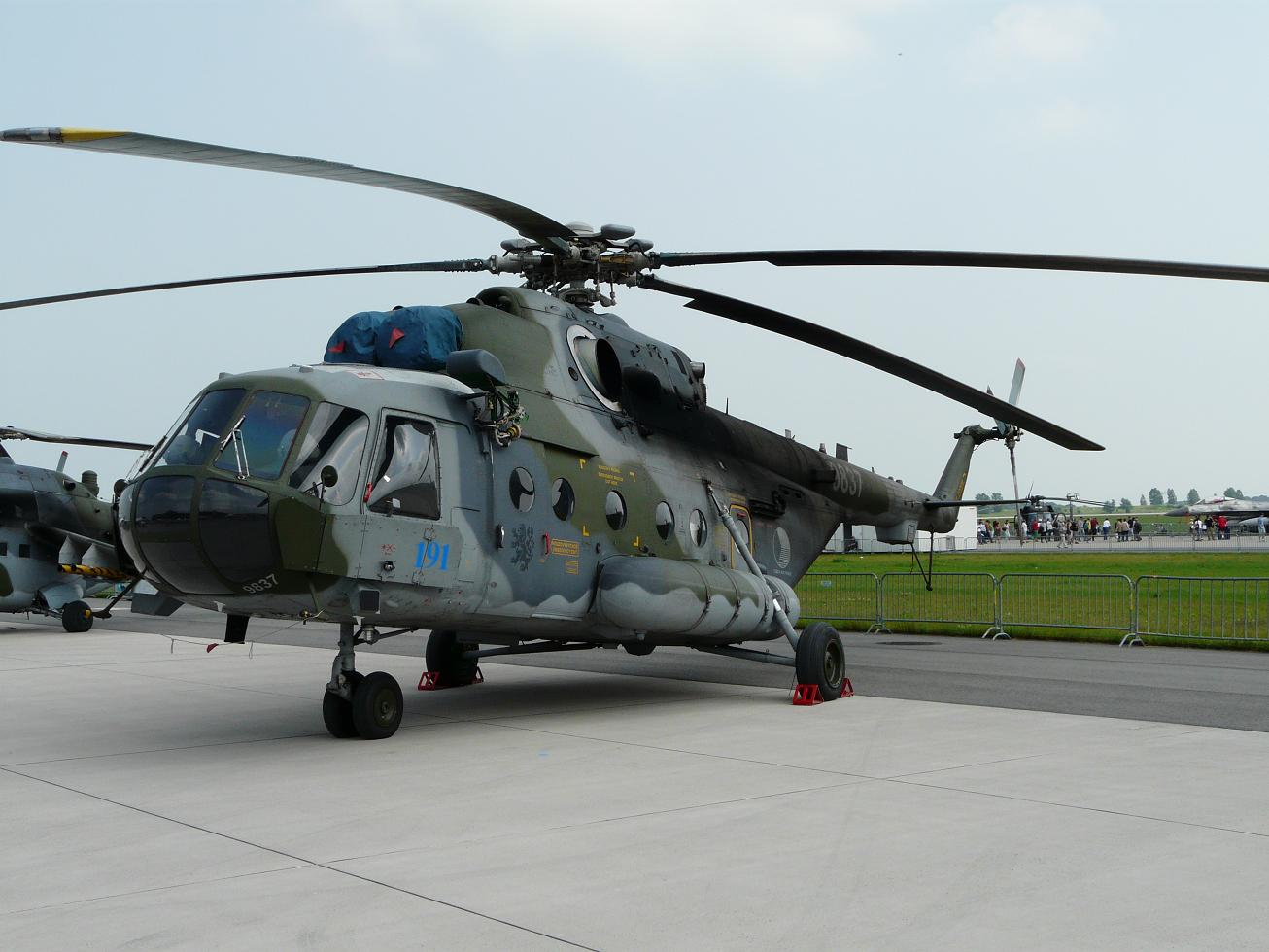
Vrtulník Mi-171Š

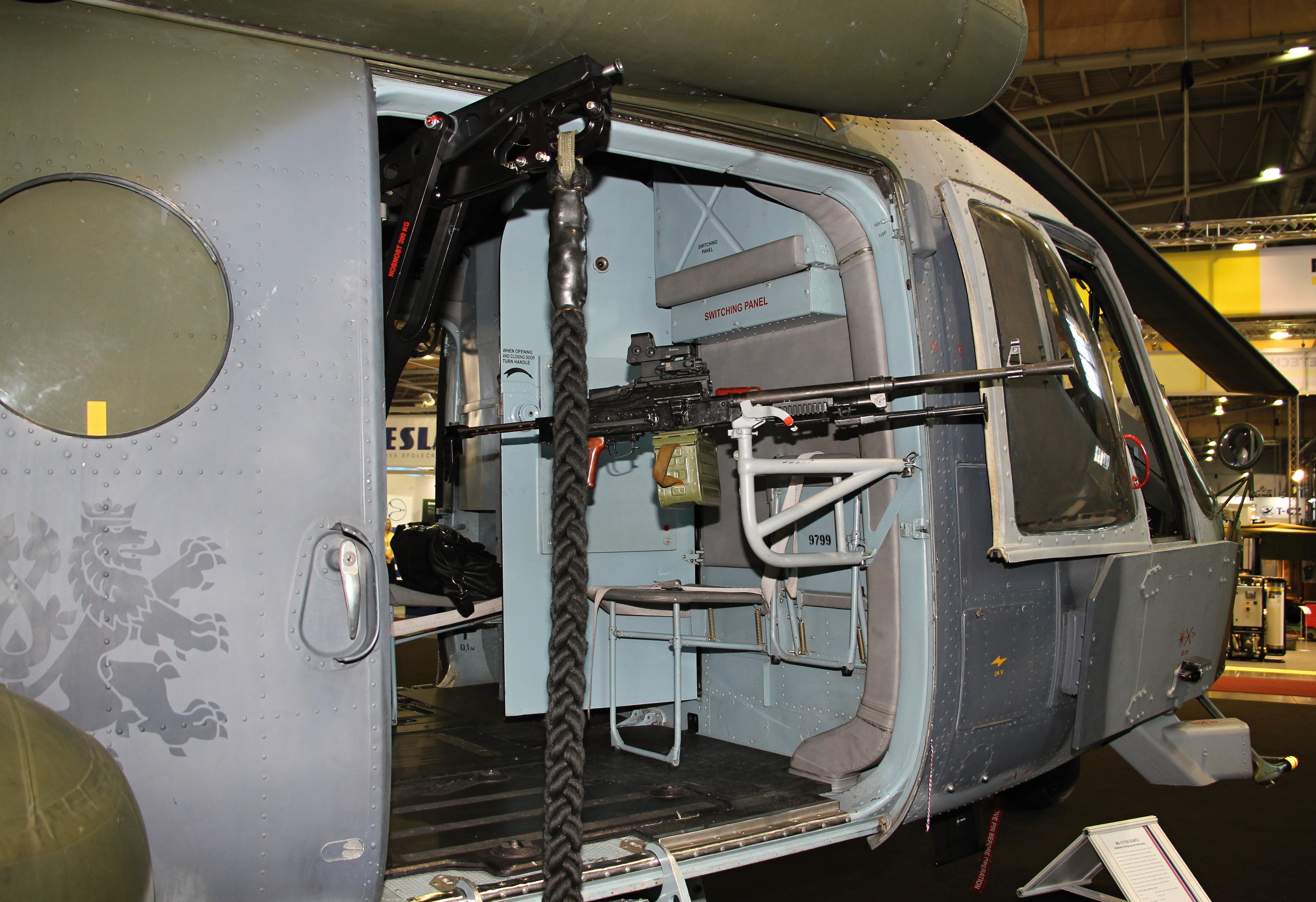
Kulomet PKM a tzv. rychlé lano

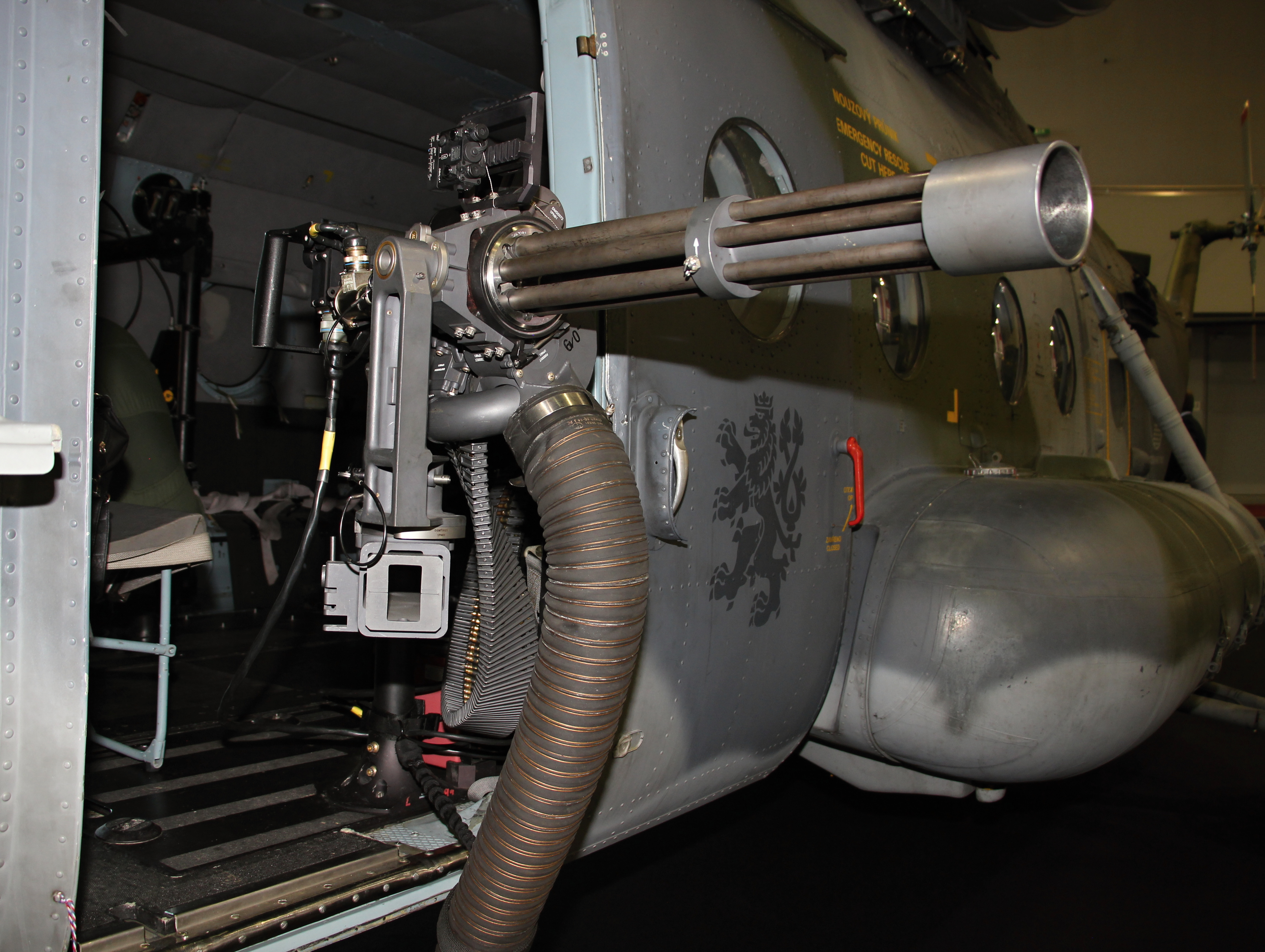
Minigun v levých dveřích Mi-171Š

### Zavedení do výzbroje
V letech 2004 až 2006 bylo v rámci deblokace ruského dluhu do výzbroje vzdušných sil zařazeno 16 transportních vrtulníků Mil Mi-171Š (jedná se o exportní označení verze Mi-8AMTŠ), z nichž bylo osm vybaveno dvojdílnými zadními vraty („krovkami“), zatímco druhá polovina měla hydraulicky sklopnou nájezdovou rampu.
- vrtulníky s rampou: 9767, 9774, 9781, 9799, 9806, 9813, 9825, 9837
- vrtulníky s vraty: 9844, 9868, 9873, 9887, 9892, 9904, 9915, 9926

Vrtulník Mi-171Š je nejmodernější modifikací vrtulníku typové řady Mi-8/Mi-17. Stroj se vyznačuje použitím výkonných motorů TV3-117VM s vylepšenými charakteristikami při provozu ve velkých výškách nebo v prostředí s vysokou teplotou vzduchu či šesti vnějšími závěsníky pro celou škálu výzbroje. České vrtulníky však namísto podvěsné výzbroje používají pouze přídavné palivové nádrže, které umožňují prodloužit dobu letu až na šest hodin. Vrtulník Mi-171Š je schopen přepravit 24 osob, 19 výsadkářů specialistů s padáky typu křídlo nebo 14 výsadkářů s plnou výzbrojí.

### 1. etapa modernizace
Modernizované vrtulníky Mi-171Š (označované též jako Mi-171ŠM) jsou výsledkem programu, který začal v roce 2008 s cílem vytvořit transportní vrtulník, jehož technologická úroveň by odpovídala ozbrojeným silám NATO a Integrovanému záchrannému systému. Vrtulníky byly také dodatečně vyzbrojeny, a sice dvěma kulomety PKM v bočních dveřích a případně i jednou zbraní stejného typu ve střelišti v rampě. K prvnímu operačnímu nasazení těchto strojů došlo v roce 2009, kdy byly první tři modernizované stroje přesunuty do Afghánistánu v rámci Task Force HIPPO. Celkem prošlo touto první modernizací pět vrtulníků Mi-171Š.

### 2. etapa modernizace
Na konci roku 2010 ministerstvo obrany na základě pozitivních zkušeností s modernizací pěti Mi-171Š objednalo modernizaci tří zbývajících vrtulníků se sklopnou nákladovou rampou. První dvě etapy modernizace se týkaly především elektronické výzbroje letounu. Úpravy se týkaly například navigačních, komunikačních a přehledových systémů nebo prostředků pasivní obrany a elektronického boje.

### 3. etapa modernizace

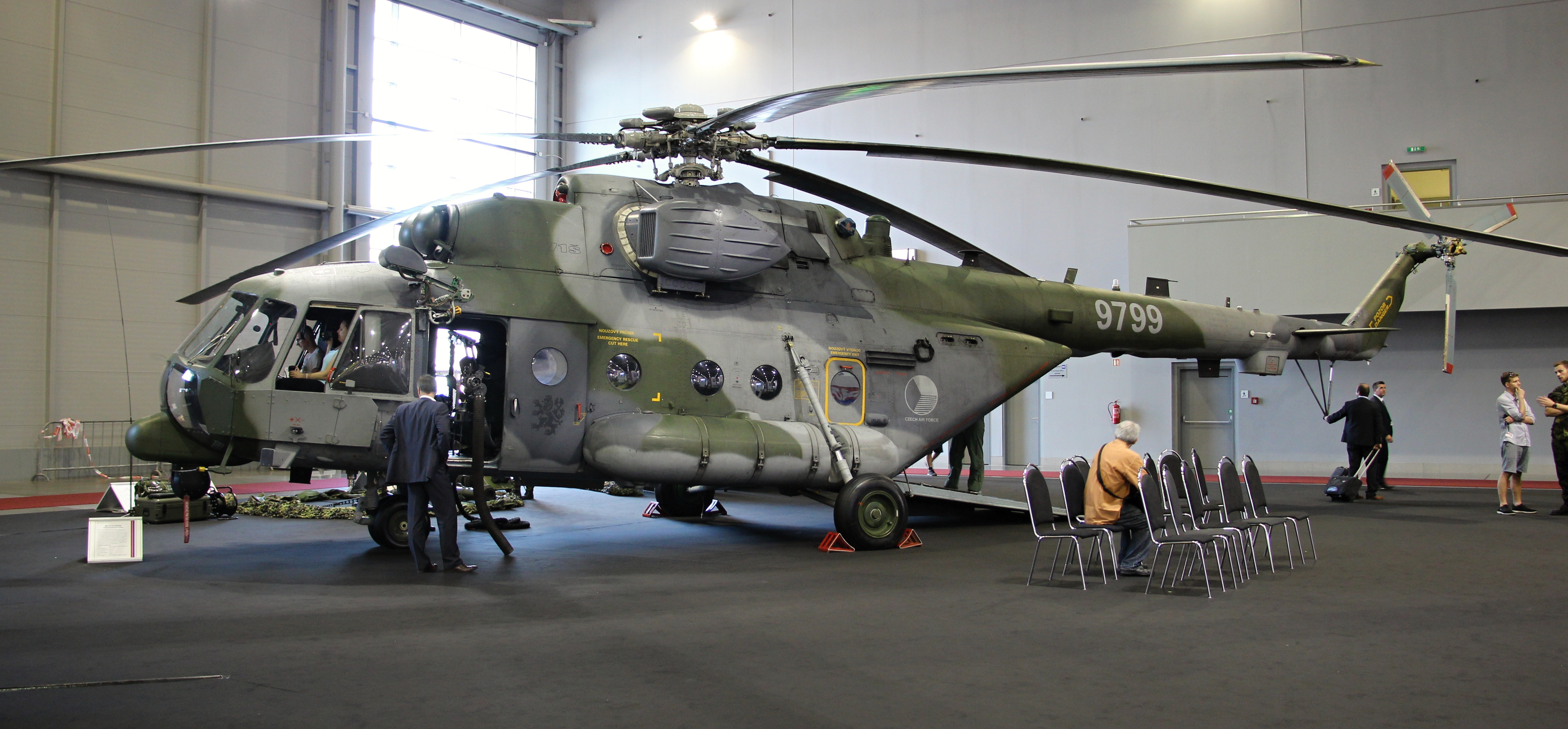
Mi-171Š 3. etapy modernizace s elektrooptickým pozorovacím systémem Star Safire III pod přídí

Sedm modernizovaných vrtulníků z celkového počtu 8 „Mi-171ŠM“ (z 1. a 2. etapy modernizace) bylo do dubna 2015 dále upraveno v rámci programu Special Operation Forces II, realizovaného díky finanční a technické pomoci Spojených států. V obou bočních dveřích se nacházejí  nové lafetace pro americké šestihlavňové kulomety Minigun Hybrid M134D-H (celkem dodáno 14 zbraní). V případě potřeby se počítá s použitím kulometů PKM v pravých dveřích, například při slaňování výsadku  pomocí tzv. rychlého lana (Fast Rope), kdy rozměrnější  lafetace s Minigunem této technice částečně brání. USA bezplatně poskytly také pět elektrooptických pozorovacích systémů Star Safire III a stejné množství  radarů TWR 850. Jeden z těchto strojů havaroval 5. listopadu 2015 v průběhu vojenského cvičení sil NATO Trident Juncture ve Španělsku a byl neopravitelně poškozen. Ministerstvo obrany plánuje do listopadu 2019 modernizovat dva vrtulníky Mi-171Š jako náhradu zničeného stroje. Další fázi modernizace představuje zástavba systému satelitního spojení TACSAT.

## Pronájem Gripenů

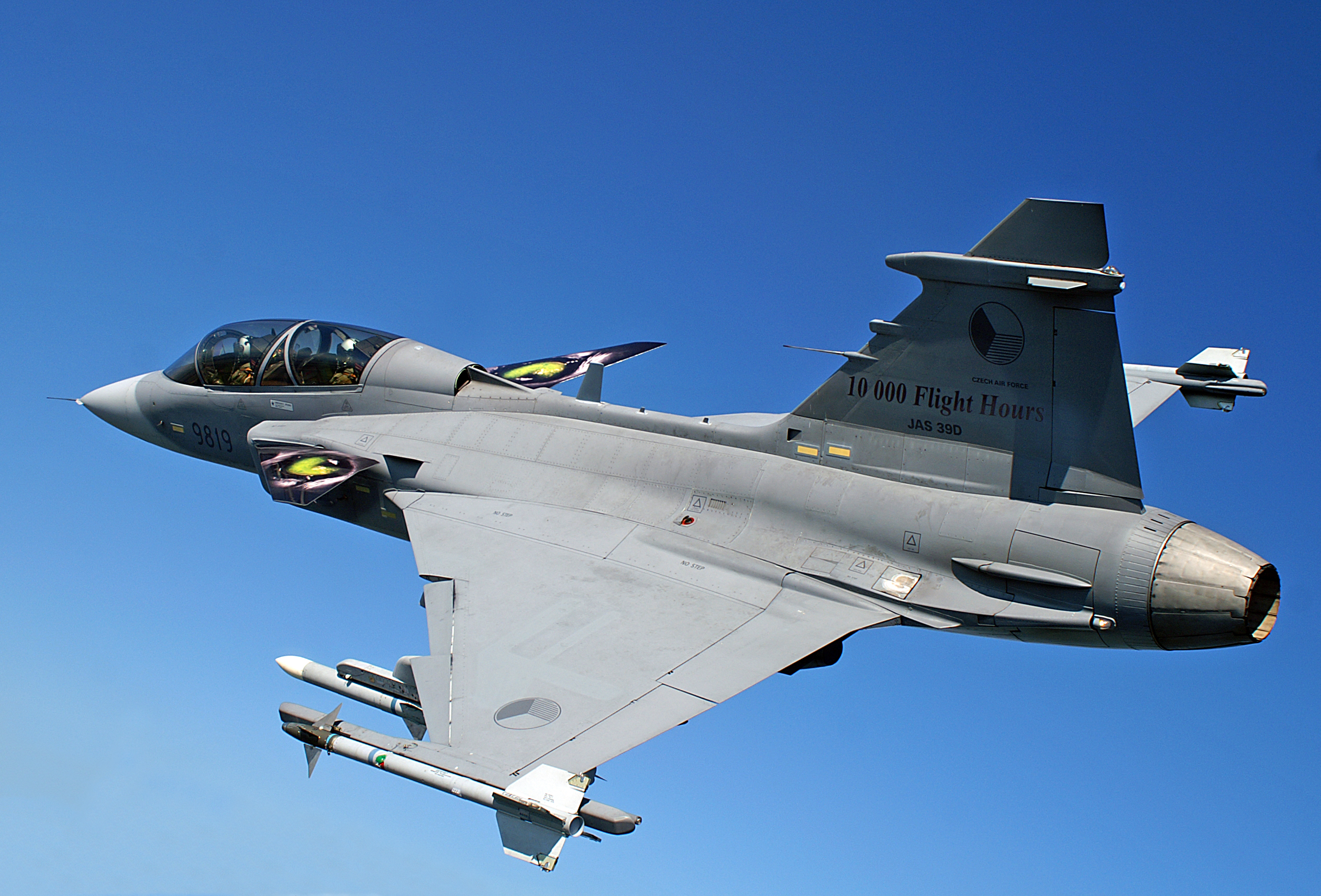
Dvoumístný Saab JAS-39D Gripen

České letectvo mělo v roce 2002 k dispozici 8 modernizovaných stíhacích letounů MiG-21MFN, 8 původních MiG-21MF a 3 cvičné MiG-21UM. K pomocným stíhacím úkolům bylo možné použít i 17 podzvukových L-159A a 5 L-39ZA. Vláda Miloše Zemana plánovala pořízení 24 stíhacích letounů Saab JAS-39 Gripen za 60 miliard Kč, ale po povodních v roce 2002 premiér Vladimír Špidla rozhodl o pronájmu 14 strojů na 10 let za necelých 20 miliard. V červnu 2004 vláda uzavřela smlouvu na pronájem čtrnácti nadzvukových letounů JAS-39C/D Gripen ze Švédska. Tyto stroje pak od 1. července 2005 nahradily v hotovostním systému zastaralé letouny MiG-21MF, MFN a UM. Tím se uzavřelo 43 let historie služby MiGu-21 v českém, resp. československém letectvu. Celková cena za pronájem Gripenů činila 19,65 mld. Kč, přičemž byla navíc podepsána smlouva o realizaci offsetových programů v hodnotě 130 % hodnoty kontraktu. Letouny byly zařazeny do služby ve vzdušných silách dne 26. dubna 2005 a mají v ní setrvat minimálně do roku 2027, neboť původní desetiletá smlouva byla prodloužena o dalších 12 let.

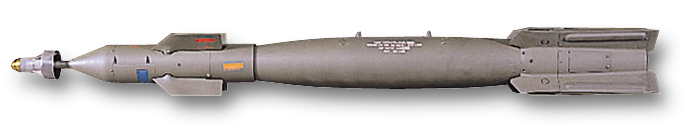
Laserem naváděná puma GBU-12

Vláda Bohuslava Sobotky schválila dne 12. března 2014 prodloužení pronájmu švédských stíhaček Gripen do roku 2027. Za pronájem, zahrnující výcvik 25 českých pilotů a 90 techniků a rozšíření schopností letounů pro útoky na pozemní cíle, bude švédské straně uhrazeno celkem 16,4 miliardy korun. Velitel vzdušných sil brig. gen. Libor Štefánik v rozhovoru pro Radiožurnál uvedl, že by armáda kvůli zhoršené bezpečnostní situaci v Evropě a požadovaným úkolům (obrana vzdušného prostoru, podpora pozemních jednotek a spolupráce s leteckými návodčími) potřebovala navýšit počet letounů JAS-39 zhruba o třetinu. Podle mluvčí generálního štábu se však v nejbližších letech s nákupem dalších Gripenů nepočítá. Pro letouny JAS-39 Gripen budou nakoupeny čtyři laserové zaměřovací a průzkumné kontejnery Litening III. Do konce roku 2016 budou pro Gripeny pořízeny také terminály MIDS LVT-4 aliančního datalinku LINK 16, včetně operačního softwaru MS 20, jejichž integrace a vojskové zkoušky jsou naplánovány na rok 2017. Nákupy munice pro Gripeny a L-159 mají dosáhnout řádově stovek laserem naváděných pum GBU-12 a GBU-16.

## Letouny CASA

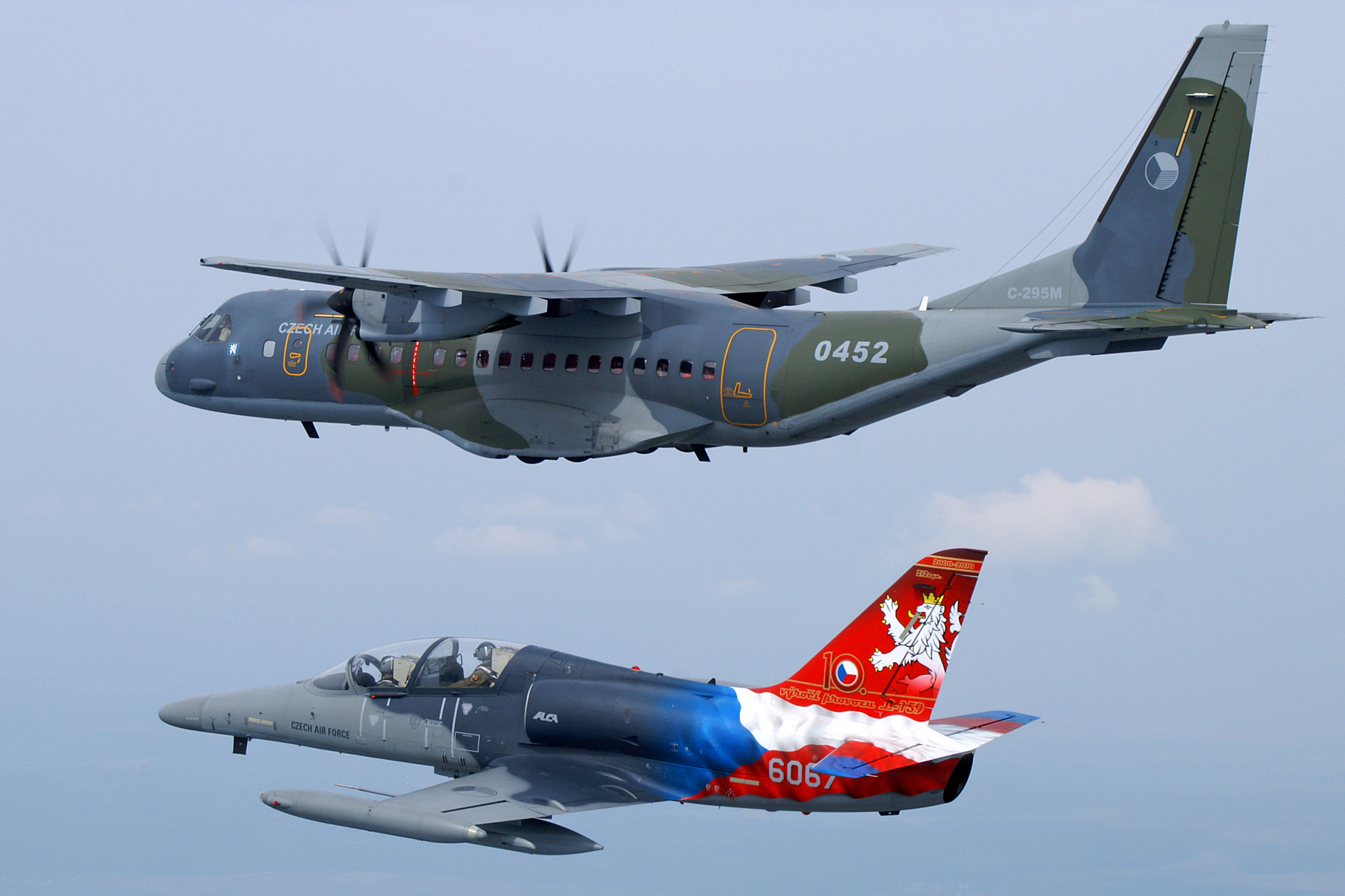
CASA C-295M a Aero L-159T1

Druhá vláda Mirka Topolánka vyřešila otázku náhrady dosluhujících transportních letounů Antonov An-26 oslovením konsorcia EADS a nevyhlásila otevřené výběrové řízení. V roce 2008 bylo podepsáno memorandum o porozumění a rok později byla uzavřena smlouva na nákup čtyř letounů CASA C-295, přičemž jeden z nich byl získán výměnou za tři jednomístné letouny L-159A a dva dvoumístné cvičné L-159T1. Akvizici schválila tehdejší ministryně obrany Vlasta Parkanová. První stroj C-295M přistál na kbelském letišti 10. ledna 2010 a do konce roku byly dodány zbývající tři kusy. Rychlé zavedení letounů do výzbroje umožnilo postupné ukončení provozu An-26, které byly dle technické životnosti vyřazeny mezi dubnem 2009 a dubnem 2011. Údajně předražený nákup letounů CASA v hodnotě 3,5 miliardy Kč provázely pochybnosti, které vyústily v policejní vyšetřování kvůli podezření z porušování povinnosti při správě cizího majetku a zneužití pravomoci veřejného činitele. Navzdory kritice procesu pořízení hodnotilo letectvo letouny C-295M jako velice užitečné a plně funkční a velitel vzdušných sil, brigádní generál Libor Štefánik, je považoval za perspektivní.

## Prodloužení provozu vrtulníků Sokol
Oproti původním plánům obsaženým v Koncepci dopravního a vrtulníkového letectva se na počátku roku 2015 nepočítalo s náhradou vrtulníků PZL W-3A Sokol šesti novými stroji ve zdravotnické verzi, ale se zachováním alespoň stejného počtu W-3A, plnících úkoly letecké záchranné služby a letecké služby pátrání a záchrany. Z tohoto důvodu měly čtyři Sokoly projít generální opravou, přičemž polský výrobce umožnil prodloužit jejich technickou životnost i na období po roce 2022. Dne 3. listopadu 2015 podepsali zástupci ministerstva obrany a společnosti PZL-Świdnik smlouvu o servisní podpoře všech deseti vrtulníků (včetně provedení generální opravy osmi strojů) s platností do roku 2021 v celkové hodnotě do 991 milionů Kč, která umožní provoz Sokolů podle potřeb armády po dobu až 10 let.

## Pořízení víceúčelových vrtulníků
Bílá kniha o obraně z roku 2011 hodnotila bitevní vrtulníky Mi-24V jako neperspektivní a doporučila jejich vyřazení bez náhrady. V souladu s Koncepcí dopravního a vrtulníkového letectva z listopadu 2013 mělo být v rámci modernizace vrtulníkového letectva pořízeno 12 víceúčelových ozbrojených strojů pro bojovou podporu pozemních sil. Součástí kontraktu měla být také výzbroj, munice, výstroj, systémy logistické podpory, údržba, servis či výcvik létajícího a pozemního personálu. Armáda požadovala dvoumotorové vrtulníky, které by dokázaly přepravit 6 až 10 osob a zároveň mohly nést hlavňovou i raketovou výzbroj. Rezort upřednostňoval obchod na mezivládní úrovni a počítal s celkovou cenou mezi 5 až 8 miliardami, včetně logistiky a výzbroje. Mezi další požadavky patřilo zapojení českého průmyslu, rychlost dodávek nebo servis ve státním podniku LOM Praha.
Ministerstvo obrany (MO) rozeslalo v polovině roku 2015 žádosti o nabídky, ale seznam zemí i poptávaných výrobců byl v té době neveřejný. V médiích se uváděly například vrtulníky Bell UH-1Y Venom, AgustaWestland AW139, KAI KUH-1 Surion, Sikorsky UH-60M Black Hawk nebo AS565 Panther. Dvanáct víceúčelových vrtulníků UH-1Y nabízených americkou námořní pěchotou by podle kalkulace, kterou v roce 2015 obdrželo MO, stálo 15 miliard korun. Ministerstvo se rozhodlo oslovit vlády „bezpečných zemí“, které jsou členy NATO nebo EU. Nabídku proto dostali výrobci vrtulníků z těchto států, konkrétně americké firmy Bell a Sikorsky, francouzský Airbus a italsko-britský koncern AgustaWestland. V polovině roku 2016 zařadilo MO do marketingového průzkumu i společnost KAI a německou divizi koncernu Airbus.
Zpravodajský server Novinky.cz v říjnu 2016 informoval o komplikacích nákupu víceúčelových vrtulníků. Nabízené vrtulníky byly oproti předpokladům podstatně dražší a navíc neodpovídaly armádním požadavkům. Deset bitevních vrtulníků Mi-24/35 má i proto ve výzbroji zůstat minimálně do roku 2021. Podle informací deníku E15 z prosince 2016 byla favoritem zakázky společnost Airbus Helicopters, která nabízela 12 strojů H145M za 5,7 mld. Kč. Společnost Bell Helicopter nabízela stejný počet strojů UH-1Y Venom za 19,3 mld., Sikorsky požadoval za UH-60 Black Hawk 13 mld. a AgustaWestland nabídla své stroje za 9,3 mld. Podle portálu euro.cz zástupci MO 9. února 2017 poslancům oznámili, že počítají s pořízením dvanácti vrtulníků UH-1Y za 12 miliard Kč.
Ministerstvo obrany v dubnu 2017 potvrdilo, že dokončilo průzkum trhu. Finální výběr byl zúžen na americké vrtulníky UH-1Y Venom, jejichž cenu společnost Bell snížila „téměř o polovinu“ (z původních 19 miliard), a italské AW139M nabízené za 6,5 mld. Kč. Kolegium ministra obrany vyřadilo cenově nejvýhodnější nabídku strojů H145M za 5,7 mld. Kč od německé divize Airbusu. Podle ministra Stropnického byly neúspěšné nabídky „vytěsněny přirozeným selektivním způsobem na základě konkrétních dat a údajů,“ přičemž za klíčové aspekty označil cenu, politický rozměr a splnění armádních požadavků.

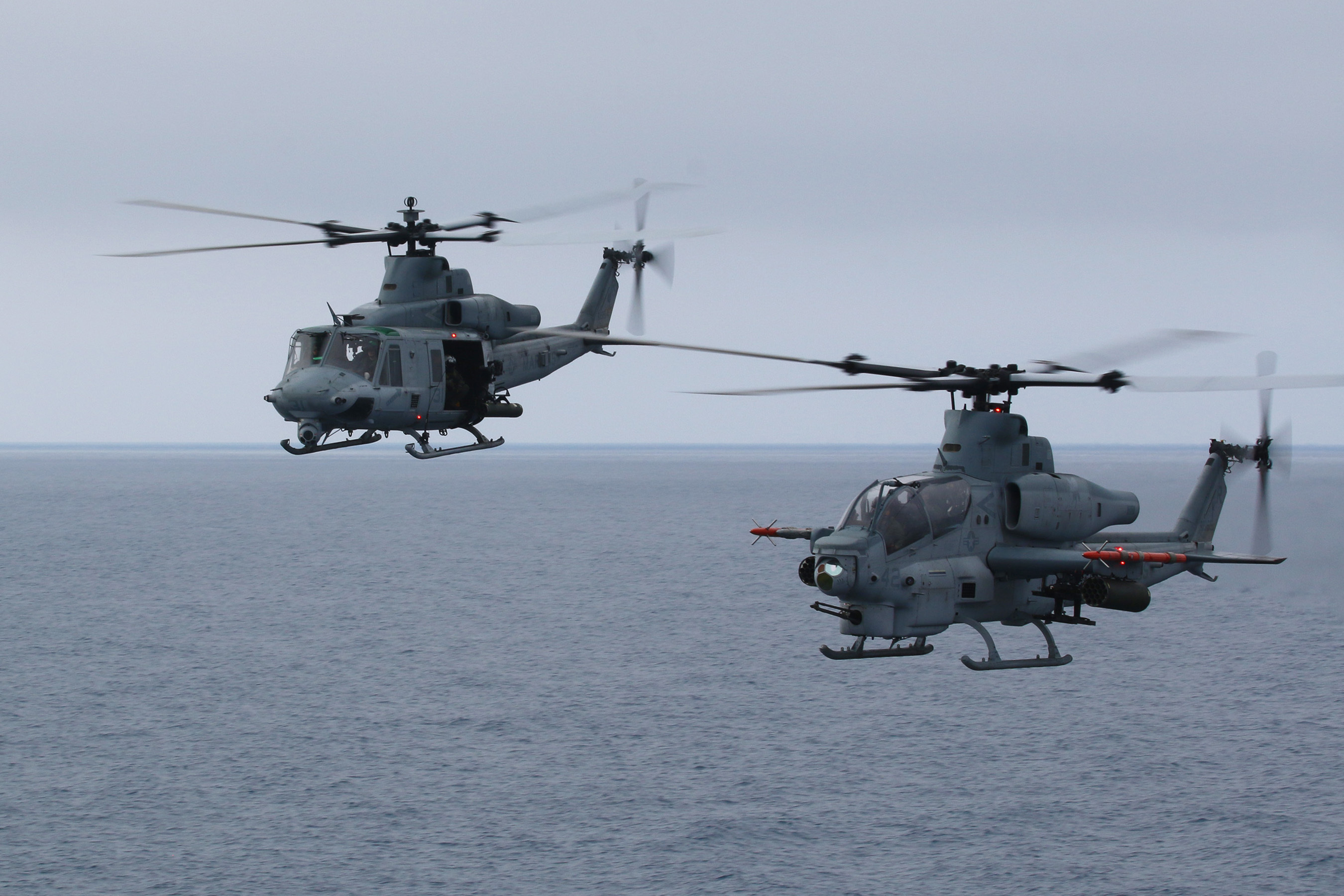
UH-1Y (vlevo) a AH-1Z (vpravo)

Ministryně obrany Karla Šlechtová byla ohledně výběru mezi americkými a italskými vrtulníky skeptická a náčelníka generálního štábu Josefa Bečváře požádala o analýzu požadavků a potřeb armády. Vzhledem k neustále odkládanému pořízení nových vrtulníků byla za účelem udržení provozuschopnosti bitevních vrtulníků realizována generální oprava (GO) 10 strojů Mi-24V ve společnosti LOM Praha, přičemž první vrtulník se z GO vrátil v prosinci 2017. Provedení GO umožní zachovat Mi-24V v provozu minimálně do roku 2024.
V prosinci 2018 proběhly pracovní konzultace členů projektového týmu v USA. Podle médií se uvažovalo o vrtulnících Black Hawk, které pořídily členové V4 Slovensko (UH-60M) a Polsko (S-70i). Lubomír Metnar, v pořadí třetí ministr obrany za ANO, avizoval podepsání smlouvy na nákup 12 vrtulníků (bez upřesnění typu) do konce roku 2019. V červnu 2019 nabídla americká strana 12 vrtulníků UH-60M za 13,2 miliardy korun, nebo kombinaci 8 UH-1Y Venom a 4 AH-1Z Viper v ceně 14,5 miliardy korun. Ministr Metnar oznámil dne 22. srpna 2019 výběr druhé varianty s termínem dodání v roce 2023.